# Аме III де Сарребрюк-Коммерси
Аме III де Сарребрюк-Коммерси (Amé III de Sarrebruck-Commercy) (20.10.1495-19.11.1525, Париж) — граф де Руси и де Брен, сеньор де Коммерси, де Монмирай и де Ла Ферте Гоше.
Из французского рода сеньоров Коммерси, унаследовавших в 1276 г. немецкое графство Саарбрюккен (в 1341 г. род разделился на 2 линии — Саарбрюккен и Сарребрюк-Коммерси). Единственный сын Роберта II де Сарребрюк-Коммерси (ум. 1504) и Марии д’Амбуаз (ум. 1519). Наследовал отцу в 1504 году. Первое время находился под опекой матери.
После битвы при Мариньяно (14 сентября 1515) посвящён в рыцари. Королевский капитан.
С 23 мая 1525 г. заместитель Франсуа де Бурбон-Сен-Поля, губернатора Парижа и Иль-де-Франса.
С 18 июля 1520 года был женат на Рене де Ла Марк, дочери Гильома де Ла Марка, сеньора де Монбазон. Их сын умер в младенчестве.
После смерти Аме III де Коммерси его наследство поделили сёстры: старшая, Филиппа, получила Коммерси и Монмирай, Катерина — Руси и Пьерпон, Гийлеметта — Брену и Ла Ферте-Гоше.
Вдова Аме III де Коммерси Рене де Ла Марк 13 мая 1529 года вышла замуж за Шарля де Кроя, графа де Порсьен.